# Ликоран
Ликоран (карач.-балк. Лико-Ыран — («Лико» — мужское имя, «Ыран» — полка на отвесной скале) — «полка Лико, или полка где застрял Лико на охоте, иначе гора/скала Лико») — гора на Кавказе, в Кабардино-Балкарии, в Скалистом хребте. С юга массив обрывается практически отвесными стенами, никаких известных маршрутов на этих скалах не имеется. Перепад высоты южных стен достигает четырёхсот метров.